# Artiom Iermakov
Artiom Sergueïevitch Iermakov (en russe : Артём Сергеевич Ермаков) est un joueur russe de volley-ball né le 16 mars 1981 à Nijnevartovsk (Khantys-Mansis, alors en URSS). Il mesure 1,88 m et joue libero. Il totalise 48 sélections en équipe de Russie.

## Clubs
| Club                    | De        | À         |
| ----------------------- | --------- | --------- |
| Samotlor Nijnievartovsk | 2001-2002 | 2002-2003 |
| Dinamo Moscou           | 2003-2004 | 2004-2005 |
| Fakel Novy Ourengoï     | 2005-2006 | 2005-2006 |
| Oural Oufa              | 2006-2007 | 2006-2007 |
| Zenit Kazan             | 2007-2008 | 2008-2009 |
| Iskra Odintsovo         | 2009-2010 | 2009-2010 |
| Oural Oufa              | 2010-2011 | 2010-2011 |
| Lokomotiv Belgorod      | 2011-2012 | 2012-2013 |
| Dinamo Moscou           | 2013-2014 | ...       |

## Palmarès
- Ligue mondiale (1)
  - Vainqueur : 2013
- World Grand Champions Cup
  - Finaliste : 2013
- Championnat d'Europe (1)
  - Vainqueur : 2013
- Ligue des champions (1)
  - Vainqueur : 2008
- Coupe de la CEV
  - Finaliste : 2010
- Championnat de Russie (2)
  - Vainqueur : 2009, 2013
  - Finaliste : 2004, 2005
- Coupe de Russie (2)
  - Vainqueur : 2007, 2012
  - Finaliste : 2003, 2004, 2013